# Декларація про державний суверенітет Республіки Білорусь

Погоня, герб Білорусі з 1991 року

Декларація про державний суверенітет Білоруської РСР була урочисто прийнята Верховною Радою БРСР 27 липня 1990 року на першій сесії Верховної Ради Білоруської РСР 12-го скликання.
Відповідно до Декларації, Білорусь проголошувалась суверенною державою, «яка утвердилась на основі здійснення білоруською нацією її невід'ємного права на самовизначення, державності білоруської мови, верховенства волі народу у визначенні своєї долі» (стаття 1).
Вищою метою суверенітету визнавалось забезпечення вільного розвитку та добробуту громадян республіки. Носієм суверенітету країни і єдиним джерелом державної влади проголошувався білоруський народ. Відповідно до змісту Декларації з дня її проголошення на території республіки встановлювалось верховенство Конституції і законів Білоруської РСР, повнота влади республіканських державних органів на всій території країни, самостійність і незалежність Білорусі в міжнародних відносинах. Фактично це означало припинення дії в Білорусі законів СРСР.

## Текст декларації
Стаття 1
Білоруська РСР — суверенна держава, яка утвердилася на основі здійснення білоруською нацією її невід'ємного права на самовизначення, державності білоруської мови, верховенства волі народу у визначенні своєї долі.
Невід'ємні права Білоруської РСР як суверенної держави реалізуються відповідно до загальновизнаних норм міжнародного права.
Білоруська СРСР охороняє і захищає національну державність білоруського народу.
Білоруська РСР має свій герб, прапор та гімн.
Будь-які насильницькі дії проти національної державності Білоруської РСР з боку політичних партій, громадських організацій або осіб переслідуються згідно з законом.
Стаття 2
Громадяни Білоруської РСР всіх національностей становлять білоруський народ, який є носієм суверенітету і єдиним джерелом державної влади в республіці. Його повновладдя реалізується безпосередньо та через представницькі органи державної влади.
Право виступати від імені всього народу республіки належить виключно Верховній Раді Білоруської РСР.
Стаття 3
Державний суверенітет Білоруської РСР проголошується в ім'я вищої мети — вільного розвитку і благополуччя, гідного життя кожного громадянина республіки на основі забезпечення прав людини відповідно до Конституції Білоруської РСР та її міжнародних зобов'язань.
Стаття 4
Громадянство Білоруської РСР є невід'ємною частиною її суверенітету. Республіка охороняє честь, здоров'я, права і законні інтереси своїх громадян, забезпечує їх соціальну захищеність. Громадяни Республіки знаходяться під її захистом, перебуваючи за межами Білоруської РСР. Республіка надає громадянство і вирішує питання про позбавлення громадянства.
Стаття 5
Земля, її надра, інші природні ресурси на території Білоруської РСР, повітряний простір є власністю білоруського народу, виключно якому належать права володіння, користування і розпорядження ними.
Визначення правового режиму щодо всіх видів власності належить до виключної компетенції Білоруської РСР.
Білоруська РСР має право на власну частку в загальносоюзному майні відповідно до вкладу білоруського народу і Республіки — як засновниці Радянського Союзу, яка була його повноправним суб'єктом, відповідно має право на свою частку від алмазного, валютного фондів та золотого запасу СРСР.
Білоруська РСР засновує Національний банк, підпорядкований Верховній Раді республіки, створює свою фінансово-кредитну систему, що підтверджує права власності на спеціалізовані банки, які знаходяться на її території на момент прийняття цієї Декларації, організовує власні податкову і митну служби, має право на створення власної грошової системи.
Стаття 6
Територія Білоруської РСР є неподільною і недоторканною і не може бути змінена чи використана без згоди Білоруської РСР.
Всі питання про кордони вирішуються тільки на основі взаємної згоди між Білоруською РСР та суміжними суверенними державами шляхом укладення відповідних договорів, що підлягають ратифікації Верховною Радою Білоруської РСР.
Стаття 7
На території Білоруської РСР встановлюється верховенство Конституції Білоруської РСР і законів Білоруської РСР.
Всі громадяни та особи без громадянства, державні органи, підприємства, установи та організації, які знаходяться або діють на території Білоруської РСР, зобов'язані дотримуватися законодавства Білоруської РСР.
Розмежування законодавчої, виконавчої та судової влади є найважливішим принципом існування Білоруської РСР, як правової держави.
Нагляд за точним і справедливим виконанням законів Білоруської РСР здійснюється Генеральним прокурором Білоруської РСР, який призначається Верховною Радою Білоруської РСР.
Стаття 8
Білоруська РСР самостійно встановлює порядок організації на території республіки охорони природи, використання природних ресурсів і забезпечує народу республіки екологічну безпеку.
Білоруська РСР має право на відшкодування шкоди, завданої їй діями союзних органів, союзних республік та інших держав.
Білоруська РСР вимагає від Уряду СРСР безумовної та негайної компенсації збитків, пов'язаних з подоланням наслідків чорнобильської катастрофи.
Свою свободу і суверенітет Білоруська РСР в першу чергу використовує для порятунку народу Білоруської РСР від наслідків чорнобильської катастрофи.
Стаття 9
Білоруська РСР самостійна у вирішенні питань культурного і духовного розвитку білоруської нації, інших національних спільнот республіки, у створенні власної системи інформації, освіти та виховання.
Білоруська РСР забезпечує функціонування білоруської мови в усіх сферах суспільного життя, збереження національних традицій та історичної символіки.
Національні, культурні та історичні цінності на території Білоруської РСР є виключно власністю республіки та її громадян.
Стаття 10
Білоруська РСР має право на власні Збройні Сили, внутрішні війська, органи державної та громадської безпеки, підконтрольні Верховній Раді Білоруської РСР.
Білоруська РСР має суверенне право на визначення порядку та умов проходження її громадянами військової служби, служби в органах державної та громадської безпеки, вирішення питань щодо розміщення військ та озброєнь на власній території.
Ніякі військові формування інших країн, їхні військові бази та споруди не можуть бути розташовані на території Білоруської РСР без згоди її Верховної Ради.
Білоруська РСР ставить за мету зробити свою територію без'ядерною зоною, а республіку — нейтральною державою.
Стаття 11
Білоруська РСР самостійно визначається щодо прав на добровільні союзи з іншими державами та вільний вихід із цих союзів.
Білоруська РСР пропонує невідкладно приступити до розробки Договору про союз суверенних соціалістичних держав.
Стаття 12
Положення цієї Декларації реалізуються Верховною Радою Білоруської РСР шляхом прийняття нової Конституції (Основного Закону) Білоруської РСР, законів Білоруської РСР.
27 липня 1990 р. Мінськ»
[«Вярхоўны Савет Беларускай Савецкай Сацыялістычнай Рэспублікі, выяўляючы волю народа Беларускай ССР, усведамляючы адказнасць за лёс беларускай нацыі, пацвярджаючы павагу годнасці і правоў людзей усіх нацыянальнасцей, якія жывуць у Беларускай ССР, сведчачы павагу да суверэнных правоў усіх народаў Саюза ССР і свету, лічачы рэспубліку паўнапраўным і незалежным членам сусветнага супольніцтва, дзейнічаючы ў адпаведнасці з прынцыпамі Усеагульнай дэкларацыі правоў чалавека і іншымі агульнапрызнанымі міжнародна-прававымі актамі, урачыста абвяшчае поўны дзяржаўны суверэнітэт Беларускай ССР як вяршэнства, самастойнасць і паўнату дзяржаўнай улады рэспублікі ў межах яе тэрыторыі, правамоцнасць яе законаў, незалежнасць рэспублікі ў знешніх зносінах і заяўляе аб рашучасці стварыць прававую дзяржаву.
Артыкул 1
Беларуская ССР – суверэнная дзяржава, якая ўсталявана на аснове ажыццяўлення беларускай нацыяй яе неад’емнага права на самавызначэнне, дзяржаўнасці беларускай мовы, вяршэнства народа ў вызначэнні свайго лёсу.
Неад’емныя правы Беларускай ССР як суверэннай дзяржавы рэалізуюцца ў адпаведнасці з агульнапрызнанымі нормамі міжнароднага права. Беларуская ССР ахоўвае і абараняе нацыянальную дзяржаўнасць беларускага народа. Беларускай ССР мае свой герб, сцяг і гімн. Любыя гвалтоўныя дзеянні супраць нацыянальнай дзяржаўнасці Беларускай ССР з боку палітычных партый, грамадскіх аб’яднанняў ці асоб праследуюцца па закону.
Артыкул 2
Грамадзяне Беларускай ССР усіх нацыянальнасцей складаюць беларускі народ, які з’яўляецца носьбітам суверэнітэту і адзінай крыніцай дзяржаўнай улады ў рэспубліцы. Яго поўнаўладдзе рэалізуецца непасрэдна і праз прадстаўнічыя органы дзяржаўнай улады.
Права выступаць ад імя ўсяго народа рэспублікі належыць выключна Вярхоўнаму Савету Беларускай ССР.
Артыкул 3
Дзяржаўны суверэнітэт Беларускай ССР сцвярджаецца ў імя вышэйшай мэты – свабоднага развіцця і дабрабыту, годнага жыцця кожнага грамадзяніна рэспублікі на аснове забеспячэння правоў асобы ў адпаведнасці з Канстытуцыяй Беларускай ССР і яе міжнароднымі абавязацельствамі.
Артыкул 4
Грамадзянства Беларускай ССР з’яўляецца неад’емнай часткай яе суверэнітэту. Рэспубліка ахоўвае гонар, здароўе, правы і законныя інтарэсы сваіх грамадзян, забяспечвае іх сацыяльную абароненасць. Яны знаходзяцца пад яе абаронай, будучы за межамі Беларускай ССР. Рэспубліка прымае ў грамадзянства і вырашае пытанне аб выхадзе з грамадзянства.
Артыкул 5
Зямля, яе нетры, іншыя прыродныя рэсурсы на тэрыторыі Беларускай ССР, паветраная прастора з’яўляюцца ўласнасцю беларускага народа, якому належаць выключныя правы валодання, карыстання і распараджэння імі. Вызначэнне прававога рэжыму ўсіх відаў маёмасці адносіцца да выключнай кампетэнцыі Беларускай ССР.
Беларуская ССР мае права на сваю долю ў агульнасаюзнай маёмасці адпаведна ўкладу беларускага народа і як рэспубліка – заснавальніца Савецкага Саюза, якая была яго правадзейным суб’ектам, мае права на сваю долю ад алмазнага, валютнага фондаў і залатога запасу СССР.
Беларуская ССР утварае Нацыянальны банк, падпарадкаваны Вярхоўнаму Савету рэспублікі, стварае сваю фінансава–крэдытную сістэму, пацвярджае права ўласнасці на спецыялізаваныя банкі, якія знаходзяцца на яе тэрыторыі на момант прыняцця гэтай Дэкларацыі, арганізуе ўласныя падатковую і мытную службу, мае права на стварэнне ўласнай грашовай сістэмы.
Артыкул 6
Тэрыторыя Беларускай ССР з’яўляецца непадзельнай і недатыкальнай і не можа быць зменена або выкарыстана без згоды Беларускай ССР.
Усе пытанні аб граніцах вырашаюцца толькі на аснове ўзаемнай згоды паміж Беларускай ССР і сумежнымі суверэннымі дзяржавамі шляхам заключэння адпаведных дагавораў, якія падлягаюць ратыфікацыі Вярхоўным Саветам Беларускай ССР.
Артыкул 7
На тэрыторыі Беларускай ССР устанаўліваецца вяршэнства Канстытуцыі Беларускай ССР і законаў Беларускай ССР.
Усе грамадзяне і асобы без грамадзянства, дзяржаўныя органы, прадпрыемствы, установы і арганізацыі, якія знаходзяцца або дзейнічаюць на тэрыторыі Беларускай ССР, абавязаны выконваць заканадаўства Беларускай ССР.
Размежаванне заканадаўчай, выканаўчай і судовай улады з’яўляецца важнейшым прынцыпам існавання Беларускай ССР як прававой дзяржавы.
Вышэйшы нагляд за дакладным і аднастайным выкананнем законаў Беларускай ССР ажыццяўляецца Генеральным пракурорам Беларускай ССР, які назначаецца Вярхоўным Саветам Беларускай ССР.
Артыкул 8
Беларуская ССР самастойна ўстанаўлівае парадак арганізацыі на тэрыторыі рэспублікі аховы прыроды, выкарыстання прыродных рэсурсаў і забяспечвае народу рэспублікі экалагічную бяспеку.
Беларуская ССР мае права на пакрыццё страт, нанесеных ёй дзеяннямі саюзных органаў, саюзных рэспублік і іншых дзяржаў.
Беларуская ССР патрабуе ад Урада СССР безумоўнай і тэрміновай кампенсацыі страт, звязаных з пераадоленнем наступстваў чарнобыльскай катастрофы.
Сваю свабоду і суверэнітэт Беларуская ССР у першую чаргу выкарыстоўвае на выратаванне народа Беларускай ССР ад вынікаў чарнобыльскай катастрофы.
Артыкул 9
Беларуская ССР самастойная ў рашэнні пытанняў культурнага і духоўнага развіцця беларускай нацыі, іншых нацыянальных супольнасцей рэспублікі, у стварэнні ўласнай сістэмы інфармацыі, адукацыі і выхавання.
Беларуская ССР забяспечвае функцыяніраванне беларускай мовы ва ўсіх сферах грамадскага жыцця, захаванне нацыянальных традыцый і гістарычнай сімволікі.
Нацыянальныя, культурныя і гістарычныя каштоўнасці на тэрыторыі Беларускай ССР з’яўляюцца выключна ўласнасцю рэспублікі і яе грамадзян.
Артыкул 10
Беларуская ССР мае права на ўласныя Узброеныя Сілы, унутраныя войскі, органы дзяржаўнай і грамадскай бяспекі, падкантрольныя Вярхоўнаму Савету Беларускай ССР.
Беларуская ССР мае суверэннае права вызначаць парадак і ўмовы праходжання яе грамадзянамі вайсковай службы, службы ў органах дзяржаўнай і грамадскай бяспекі, вырашаць пытанні размяшчэння войск і ўзбраення на сваёй тэрыторыі.
Ніякія вайсковыя фармаванні іншых краін, іх ваенныя базы і пабудовы не могуць быць размешчаны на тэрыторыі Беларускай ССР без згоды яе Вярхоўнага Савета.
Беларуская ССР ставіць мэтай зрабіць сваю тэрыторыю бяз’ядзернай зонай, а рэспубліку – нейтральнай дзяржавай.
Артыкул 11
Беларуская ССР самастойна ажыццяўляе правы на дабраахвотныя саюзы з іншымі дзяржавамі і свабодны выхад з гэтых саюзаў.
Беларуская ССР прапануе неадкладна прыступіць да распрацоўкі Дагавора аб саюзе суверэнных сацыялістычных дзяржаў.
Артыкул 12
Палажэнні дадзенай Дэкларацыі рэалізуюцца Вярхоўным Саветам Беларускай ССР шляхам прыняцця новай Канстытуцыі (Асноўнага Закона) Беларускай ССР, законаў Беларускай ССР.